# Факултет техничких наука Универзитета у Приштини
Факултет техничких наука (скраћено ФТН) је високообразовна установа смештена у Косовској Митровици и део је Универзитета у Приштини. Факултет је настао 19. октобра 2001. спајањем Електротехничког, Машинског, Грађевинско–архитектонског и Рударско–металуршког факултета. Актуелни декан је Јордан Радосављевић.

## Историјат
Факултет техничких наука основала је Влада Републике Србије Одлуком о оснивању Факултета техничких наука и о укидању Електротехничког факултета, Машинског факултета, Грађевинско-архитектонског факултета и Рударско-металуршког факултета, 19. окобра 2001. године.
Факултет техничких наука, у складу са дозволом за рад, остварује академске и струковне студијске програме, изводи образовне курсеве у циљу образовања током читовог живота и друге облике студија за иновације знања и стручног образовања и усавршавања, остварује и развија научно-истраживачки и стручни рад у оквиру научних области за које је акредитован. У процесу наставе на Факултету техничких наука су ангажовани истакнути наставници са других универзитета Србије.
У склопу факултета се налазе рачунски центар, библиотека и ТВ студио. Рачунски центар је формиран са намером да обезбеди подршку осавремењивању процеса извођења наставе и научно–истраживачког рада на ФТН и налази се на првом спрату наставног блока у згради ФТН. Библиотека се такође налази у згради факултета и располаже простором који одговара библиотечким стандардима. Поседује радни и складишни простор од 40 m2 и читaоницим од 80 m2. Читаоница има 50 места у угодном амбијенту.
Од школске 2017/18. године на Факултету техничких наука је започео са радом и најсавременији мултимедијални HDTV студију за реализацију ТВ програма. Основан је у оквиру Еразмус+ пројекта, а у циљу стицања практичних знања из области дигиталне телевизијске технике и емитовања. У оквиру студија формирана је и Студентска телевизија ФТН ТВ. Студентска телевизија је почела са радом 2017. године и бави се реализацијом искључиво научним, образовним и едукативним садржајем. Продукцију и постпродукцију у целости реализују студенти Универзитета у Приштини под менторством асистената и професора.